# Scelolophia pappasaria
Scelolophia pappasaria är en fjärilsart som beskrevs av Dyar 1913. Scelolophia pappasaria ingår i släktet Scelolophia och familjen mätare. Inga underarter finns listade.